# Sphaerotheca bengaluru
Sphaerotheca bengaluru — вид жаб родини Dicroglossidae. Описаний у 2020 році.

## Поширення
Ендемік Індії. Описаний з околиць міста Бенгалуру на південному заході країни.